# Sinfonia n. 63 (Haydn)
La Sinfonia n. 63 in do maggiore, Hoboken I/63, è una sinfonia di Joseph Haydn composta fra il 1779 e il 1781. Essa è nota con il titolo del secondo movimento, La Roxelane, che prese il nome da Roxelana, l'influente moglie di Solimano il Magnifico dell'Impero ottomano. Questo secondo movimento, originariamente era parte delle musiche di scena composte da Haydn per il lavoro teatrale di Charles Simon Favart Soliman der Zweite (o Les Trois Sultanes) in cui Roxelana era un personaggio.

## Strumentazione
Esistono due versioni di questa sinfonia: la cosiddetta "prima versione" venne composta per flauto, due oboi, due fagotti, due corni, due trombe, timpani e archi, mentre la "seconda versione" è composta per lo stesso organico ma con un solo fagotto e senza trombe o timpani. Parte delle motivazioni per la riscrittura fu la partenza del fagottista Ignatz Drobny da Esterházy, lasciando così l'orchestra di Haydn con un solo fagotto.

## Movimenti
Le due versioni non differiscono nel solo organico dell'orchestra ma il terzo e quarto movimento sono completamente differenti. La prima versione del finale è basata su vecchi frammenti del c. 1769-73 ed è considerata da alcuni musicologi come una versione tappabuchi per completare, forse, la sinfonia per soddisfare la necessità di una pronta esecuzione.
Prima versione
1. Allegro
2. "La Roxelane" Allegretto (o piuttosto allegro)
3. Minuetto & Trio
4. Finale: Prestissimo
Seconda versione
3. Minuetto & Trio
4. Finale: Presto.
Il primo movimento è derivato dall'ouverture dell'opera Il mondo della luna. Ciò è stato fatto, trasformando la desinenza transizionale dell'apertura del sipario in una più cadenzata, aggiungendo le ripetizioni espositive appropriate in conformità alla forma sonata, trasponendo di un'ottava una delle parti dei due fagotti, in modo da poter essere eseguita dal flauto. L'esposizione conserva ancora alcune idee di simil-ouverture visto che il primo tema è in forma ternaria e manca di un vero e proprio secondo tema, transizionando direttamente in un'esposizionale coda. Nella riprese, solo la terza parte del primo tema ternario è stata riscritta.
Il secondo movimento, "La Roxelane", è in forma di doppia variazione.  (ABA1B1A2B2)
Il trio del minuetto è scritto per oboe e fagotto soli su un pizzicato degli archi.